# Compromisso com o Índice de Desenvolvimento
O Compromisso com o Índice de Desenvolvimento, publicado anualmente pelo Centro para o Desenvolvimento Global, classifica os países mais ricos do mundo em sua dedicação a políticas que beneficiam as cinco bilhões de pessoas que vivem em países pobres. 